# Alexandra Perper
Alexandra Perper (ur. 29 lipca 1991 w Mołdawii) – mołdawska tenisistka, reprezentantka kraju w rozgrywkach Pucharu Federacji.

## Kariera tenisowa
W rozgrywkach zawodowych zadebiutowała w kwietniu 2010 roku, podczas turnieju Fed Cup w egipskim Kairze, gdzie przegrała z egipską tenisistką Magy Aziz 5:7, 2:6.
Na swoim koncie ma cztery wygrane turnieje singlowe i siedem w grze podwójnej rangi ITF.

## Wygrane turnieje rangi ITF
| turnieje z pulą nagród 100 000 $ |
| turnieje z pulą nagród 75 000 $  |
| turnieje z pulą nagród 50 000 $  |
| turnieje z pulą nagród 25 000 $  |
| turnieje z pulą nagród 15 000 $  |
| turnieje z pulą nagród 10 000 $  |

### Gra pojedyncza
|    | Data       | Turniej | Naw.    | Przeciwniczka         | Wynik            |
| 1. | 22/05/2016 | Gałacz  | Ceglana | Miriam Bianca Bulgaru | 6:2, 1:6, 7:6(5) |
| 2. | 5/06/2016  | Gałacz  | Ceglana | Irina Fetecau         | 6:2, 7:6(4)      |
| 3. | 10/07/2016 | Jassy   | Ceglana | Giorgia Marchetti     | 6:2, 6:0         |
| 4. | 17/02/2018 | Manacor | Ceglana | Naho Sato             | 6:1, 7:5         |

### Gra podwójna
|    | Data       | Turniej          | Naw.    | Partnerka            | Przeciwniczki                              | Wynik           |
| 1. | 25/05/2015 | Gałacz           | Ceglana | Daniela Ciobanu      | Charlotte Klasen Anna Remondina            | 6:2, 3:6, 12–10 |
| 2. | 19/12/2015 | Marsa al-Kantawi | Ceglana | Darja Chernetsova    | Izabełła Szinikowa Francesca Stephenson    | 6:4, 4:6, 10–7  |
| 3. | 25/01/2016 | Hammamet         | Ceglana | Nika Kukharchuk      | Anastasia Grymalska Iłona Kremień          | 6:3, 7:5        |
| 4. | 27/05/2016 | Gałacz           | Ceglana | Anastasia Vdovenco   | Maria Fernanda Alves Guadalupe Pérez Rojas | 6:3, 6:3        |
| 5. | 4/06/2016  | Gałacz           | Ceglana | Ioana Loredana Roșca | Cristina Adamescu Oana Georgeta Simion     | 6:3, 6:4        |
| 6. | 29/07/2016 | Târgu Jiu        | Ceglana | Anastasia Vdovenco   | Quinn Gleason Melissa Kopinski             | 1:6, 6:2, 10–8  |
| 7. | 29/07/2017 | Bukareszt        | Ceglana | Cristina Ene         | Elena Bogdan Miriam Bianca Bulgaru         | 4:6, 6:3, 10–4  |

## Puchar Federacji

### Gra pojedyncza
| Rok  | Runda                            | Data i miejsce                                    | Przeciwnik     | Nawierzchnia | Rywal                | Zwycięstwo/Porażka | Rezultat |
| ---- | -------------------------------- | ------------------------------------------------- | -------------- | ------------ | -------------------- | ------------------ | -------- |
| 2010 | Europa/Afryka Grupa III          | 22 kwietnia – 26 kwietnia 2010 Kair, Egipt        | Egipt (0:3)    | Ceglana      | Magy Aziz            | Porażka            | 5:7, 2:6 |
| 2015 | Europa/Afryka Grupa III play-off | 14 kwietnia – 17 kwietnia 2015 Ulcinj, Czarnogóra | Litwa (0:3)    | Ceglana      | Akvilė Paražinskaitė | Porażka            | 5:7, 2:6 |
| 2017 | Europa/Afryka Grupa III          | 13 czerwca – 17 czerwca 2017 Kiszyniów, Mołdawia  | Algieria (3:0) | Ceglana      | Amira Benaissa       | Zwycięstwo         | 6:3, 6:4 |
| 2017 | Europa/Afryka Grupa III          | 13 czerwca – 17 czerwca 2017 Kiszyniów, Mołdawia  | Maroko (3:0)   | Ceglana      | Rita Atik            | Zwycięstwo         | 6:2, 6:1 |
| 2017 | Europa/Afryka grupa III Play-off | 13 czerwca – 17 czerwca 2017 Kiszyniów, Mołdawia  | Cypr (2:0)     | Ceglana      | Eleni Louka          | Zwycięstwo         | 6:0, 6:2 |

### Gra podwójna
| Rok  | Runda                            | Data i miejsce                                    | Przeciwnik               | Nawierzchnia | Partnerka        | Rywalki                                     | Zwycięstwo/Porażka | Rezultat            |
| ---- | -------------------------------- | ------------------------------------------------- | ------------------------ | ------------ | ---------------- | ------------------------------------------- | ------------------ | ------------------- |
| 2010 | Europa/Afryka Grupa III          | 22 kwietnia – 26 kwietnia 2010 Kair, Egipt        | Turcja (0:3)             | Ceglana      | Julia Helbet     | Çağla Büyükakçay İpek Şenoğlu               | Porażka            | 3:6, 0:6            |
| 2010 | Europa/Afryka grupa III Play-off | 22 kwietnia – 26 kwietnia 2010 Kair, Egipt        | Irlandia (1:2)           | Ceglana      | Julia Helbet     | Lynsey McCullough Julia Moriarty            | Porażka            | 6:7(4), 6:4, 6:7(3) |
| 2015 | Europa/Afryka Grupa III          | 14 kwietnia – 17 kwietnia 2015 Ulcinj, Czarnogóra | Macedonia Północna (2:1) | Ceglana      | Julia Helbet     | Lina Ǵorčeska Magdalena Stoilkovska         | Zwycięstwo         | 7:6(1), 6:3         |
| 2017 | Europa/Afryka Grupa III          | 13 czerwca – 17 czerwca 2017 Kiszyniów, Mołdawia  | Mozambik (3:0)           | Ceglana      | Gabriela Porubin | Marieta De Lyubov Nhamitambo Cláudia Sumaia | Zwycięstwo         | 6:1, 6:0            |
| 2017 | Europa/Afryka Grupa III          | 13 czerwca – 17 czerwca 2017 Kiszyniów, Mołdawia  | Algieria (3:0)           | Ceglana      | Vitalia Stamat   | Amira Benaissa Fatima Zohra Boukezzi        | Zwycięstwo         | 6:0, 6:3            |
| 2017 | Europa/Afryka grupa III Play-off | 13 czerwca – 17 czerwca 2017 Kiszyniów, Mołdawia  | Cypr (2:0)               | Ceglana      | Gabriela Porubin | Eliza Omirou Maria Siopacha                 | nie rozegrano      | walkower            |